# Śląski Kurier Nieruchomości
Śląski Kurier Nieruchomości − specjalistyczny dwutygodnik branżowy ukazujący się na terenie województwa śląskiego od września 2005 r. Magazyn dotyczy w całości tematyki rynku nieruchomości. Zawiera przede wszystkim ogłoszenia nieruchomości zamieszczane przez deweloperów i agencje nieruchomości zarówno z terenu Górnego Śląska, jak i Podbeskidzia oraz Śląska Cieszyńskiego.
Śląski Kurier Nieruchomości wydawany jest przez firmę Media Nieruchomości Sp. z o.o. Bliźniacze magazyny ukazują się także w województwach mazowieckim, małopolskim, pomorskim i lubelskim. Firma jest również właścicielem ogólnopolskiego serwisu nieruchomości nportal.pl.

## Stałe działy magazynu
- Rynek pierwotny - oferty
- Rynek wtórny - oferty
- Oferty drobne
- Zestawienie kredytów hipotecznych
- Mapa inwestycji mieszkaniowych
- Artykuły i porady z branży